# Brandolino III Brandolini
Brandolino Brandolini, detto Brandolino da Bagnacavallo (dopo il 1350 – Treviso, 8 ottobre 1396), è stato un condottiero italiano.

## Biografia
Discendente dai Brandolini di Bagnacavallo, famiglia patrizia di origine forlivese, era figlio di Tiberto. Assieme a Broglia da Trino, con il quale ebbe stretti rapporti (e fu spesso confuso), fu uno dei capitani di ventura che meglio seppero sfruttare la "condotta in aspetto", un contratto che permetteva loro la massima libertà finché il committente non avesse avuto bisogno delle loro prestazioni.
Fu inizialmente al servizio di Gian Galeazzo Visconti nella guerra contro gli Scaligeri prima e contro i Carraresi poi. Per i suoi meriti, gli furono concessi il castello di Montorio Veronese e la contea di Zumelle.
Nel 1390, assieme a Broglia, scorrazzava con le sue truppe per la Marca d'Ancona razziando il contado di Fermo; non si sa da chi fosse assoldato.
Riassunto da Gian Galeazzo Visconti, nel 1391, agli ordini di Jacopo dal Verme, sconfisse vicino ad Alessandria le armate di Giovanni III d'Armagnac chiamato dalla Repubblica di Firenze. Raggiunta la pace con i Fiorentini, il Brandolini si trovò praticamente disoccupato e si trasferì, con altri capitani di ventura, in Umbria dove formò quella che i contemporanei definirono una societas latronum dedita a ricattare le città toscane. Tra il 1392 e il 1393 fu al servizio del rettore pontificio di Ancona Andrea Tomacelli.
Nel 1394, dopo aver trascorso un periodo di inattività in Umbria, passò a Malatesta Malatesta che era in conflitto con il papa. Incaricato di difendere Todi, presto perse la fiducia del Malatesta che lo fece imprigionare, ma venne liberato grazie all'intervento di una compagnia di ventura bretone assoldata dall'antipapa Clemente VII.
Qualche tempo dopo era di nuovo al servizio di Gian Galeazzo Visconti. Al contempo, però, compiva una serie di incursioni attorno nel Fiorentino. Per un breve periodo fu al servizio del papa per contrastare Biordo Michelotti, mentre nel giugno 1395 combatté nella compagnia bretone contro Bonifacio IX. Poco dopo era al soldo dello stesso Michelotti, ma nell'aprile 1396, dopo la pace tra lo Stato della Chiesa e Perugia, venne riassunto dal papa. Nell'estate successiva, senza che il papa lo bloccasse, attaccava la città umbra.
Morì qualche mese dopo, ancora giovane, e fu sepolto nella chiesa di San Francesco (Treviso)